# Colurella unicaudata
Colurella unicaudata är en hjuldjursart som beskrevs av Godske Eriksen 1968. Colurella unicaudata ingår i släktet Colurella, och familjen Lepadellidae. Arten är reproducerande i Sverige.